# Christopher Landon
Christopher Beau Landon (Los Angeles, 27 de fevereiro de 1975) é um diretor, produtor e roteirista norte-americano mais conhecido por trabalhar nos gêneros terror e comédia de terror.
Ele trabalhou como roteirista no thriller Paranoia e na maioria dos filmes da série de terror de found footage Atividade Paranormal. Ele escreveu e dirigiu Paranormal Activity: The Marked Ones, bem como os filmes de comédia de terror Happy Death Day, Scouts Guide to the Zombie Apocalypse, Happy Death Day 2U, Freaky, e We Have a Ghost. Ele escreveu e fez sua estreia na direção do filme de suspense satírico Burning Palms (2010).

## Juventude
Landon nasceu em Los Angeles e é filho do ator Michael Landon e Lynn Noe. Ele é o caçula de quatro filhos gerados pelo casamento. Seus pais se divorciaram em 1980, quando ele tinha quatro anos; residiu com o pai até os dezesseis anos, quando seu pai morreu de câncer do pâncreas. Um de seus irmãos é Michael Landon Jr., ator, e uma de suas meias-irmãs é Jennifer Landon, atriz. Seu avô paterno era judeu, enquanto sua avó paterna era católica, embora seu pai tenha sido criado como judeu.

## Carreira
Landon, seguindo os passos de seu pai Michael Landon no cinema, estudou roteiro na Universidade Loyola Marymount, mas abandonou o curso três anos depois para seguir carreira quando o diretor de cinema Larry Clark lhe ofereceu um emprego de escritor depois de ler um de seus roteiros. Ele coescreveu o roteiro de Another Day in Paradise com Eddie Little e Stephen Chin. Depois de escrever Another Day in Paradise, ele se assumiu gay, ciente de que a homofobia pode ter prejudicado seu potencial na indústria. "Posso sair de alguma lista por causa da minha sexualidade. Mas se isso acontecer, então eu realmente não quero estar nessa lista", disse ele, falando sobre a homofobia em Hollywood e na indústria cinematográfica. "Eu era a estrela do mês e fui rapidamente demitido. Cheguei a um ponto na minha carreira em que não conseguia uma reunião em lugar nenhum." Mudou-se de Los Angeles para Austin, Texas, contemplando o futuro de sua carreira, que reviveu apenas alguns anos depois.
A maioria dos filmes de Landon trata de temas e questões gays, incluindo $30, um dos cinco componentes de Boys Life 3, uma coleção de curtas-metragens que tratam de questões enfrentadas por gays e um roteiro específico sobre o relacionamento entre um homem heterossexual e um homem gay. Mais recentemente, ele escreveu os roteiros dos filmes Blood & Chocolate de 2007, The Flock e do aclamado Paranoia que foi um de seus roteiros especiais que foi trazido para a Montecito Pictures e posteriormente para a DreamWorks Pictures, e se tornou o número 1 nos cinemas após seu lançamento. Em seguida, ele trabalhou em The Lesson, um filme para a DreamWorks e na série de televisão de 2007 Dirty Sexy Money, seu primeiro projeto de televisão, ansioso para expandir seu repertório. Ele está trabalhando no roteiro de uma adaptação cinematográfica do romance para jovens adultos de Lisa McMann, Wake. Landon fez sua estreia na direção com Burning Palms, um thriller cômico que foi mal-recebido.
Landon se tornou uma voz criativa por trás da série de filmes Atividade Paranormal, escrevendo Atividade Paranormal 2, Atividade Paranormal 3, Atividade Paranormal 4, e Paranormal Activity: Next of Kin. Landon também dirigiu e escreveu o spinoff da franquia, Paranormal Activity: The Marked Ones, que foi lançado em 2014.
O próximo filme de Landon foi Scouts Guide to the Zombie Apocalypse. Ele então escreveu e dirigiu Happy Death Day e Happy Death Day 2U.
Em agosto de 2023, Landon foi anunciado para dirigir Scream 7, o sétimo filme da franquia Scream. Landon anunciou em 23 de dezembro de 2023 que não estava mais associado à sequência, dizendo: "Acho que agora é um momento tão bom quanto qualquer outro para anunciar que saí formalmente do Scream há 7 semanas. Foi um emprego dos sonhos que se transformou em um pesadelo. E meu coração se partiu por todos os envolvidos. Todos. Mas é hora de seguir em frente."

## Vida pessoal
Landon se assumiu gay em 1999, tendo apenas escrito o roteiro de Another Day in Paradise, sem medo de que sua sexualidade prejudicasse seu potencial de carreira. Ele diz que enquanto crescia era chamado de “bicha” pelos colegas de sua escola. Sua mãe, uma cristã, inicialmente se recusou a aceitar sua sexualidade, mas ele disse a ela: "Eu nem sei se acredito em Deus, mas se acredito, ele lhe deu um filho gay para que você pudesse começar confrontar algumas dessas questões e sair da caixa em que você se colocou por tanto tempo." Sua madrasta, Cindy Clerico, a próxima esposa de seu pai, disse-lhe que tanto ela quanto seu pai suspeitavam que ele fosse gay.

## Filmografia
| Ano       | Título                                | Diretor | Escritor     | Produtor    | Notas                                    |
| --------- | ------------------------------------- | ------- | ------------ | ----------- | ---------------------------------------- |
| 1998      | Another Day in Paradise               | Não     | Sim          | Não         |                                          |
| 2000      | Boys Life 3                           | Não     | Sim          | Sim         | Segmento: "$30"                          |
| 2007      | Blood & Chocolate                     | Não     | Sim          | Não         |                                          |
| 2007      | Paranoia                              | Não     | Sim          | Não         |                                          |
| 2007–2009 | Dirty Sexy Money                      | Não     | Sim          | Consultor   | Série de televisão Escritor: 2 episódios |
| 2010      | Burning Palms                         | Sim     | Sim          | Sim         | Estreia na direção                       |
| 2010      | Atividade Paranormal 2                | Não     | Sim          | Não         |                                          |
| 2011      | Atividade Paranormal 3                | Não     | Sim          | Co-produtor |                                          |
| 2012      | Atividade Paranormal 4                | Não     | Sim          | Executivo   |                                          |
| 2014      | Paranormal Activity: The Marked Ones  | Sim     | Sim          | Não         |                                          |
| 2015      | Scouts Guide to the Zombie Apocalypse | Sim     | Sim          | Não         |                                          |
| 2016      | Viral                                 | Não     | Sim          | Não         |                                          |
| 2017      | Happy Death Day                       | Sim     | Sem créditos | Não         |                                          |
| 2019      | Happy Death Day 2U                    | Sim     | Sim          | Não         |                                          |
| 2020      | Freaky                                | Sim     | Sim          | Não         |                                          |
| 2021      | Paranormal Activity: Next of Kin      | Não     | Sim          | Executivo   |                                          |
| 2022      | My Best Friend's Exorcism             | Não     | Não          | Sim         |                                          |
| 2023      | We Have a Ghost                       | Sim     | Sim          | Executivo   |                                          |
| 2024      | Time Cut                              | Não     | Não          | Sim         |                                          |
| 2025      | Drop                                  | Sim     | Não          | Não         | Filmando                                 |